# Afgeknotte gaper
De afgeknotte gaper (Mya truncata) is een tweekleppigensoort uit de familie Myidae. De wetenschappelijke naam van de soort is gepubliceerd in 1758 door Linnaeus  in de tiende editie van Systema naturae.